# 代替滑走路

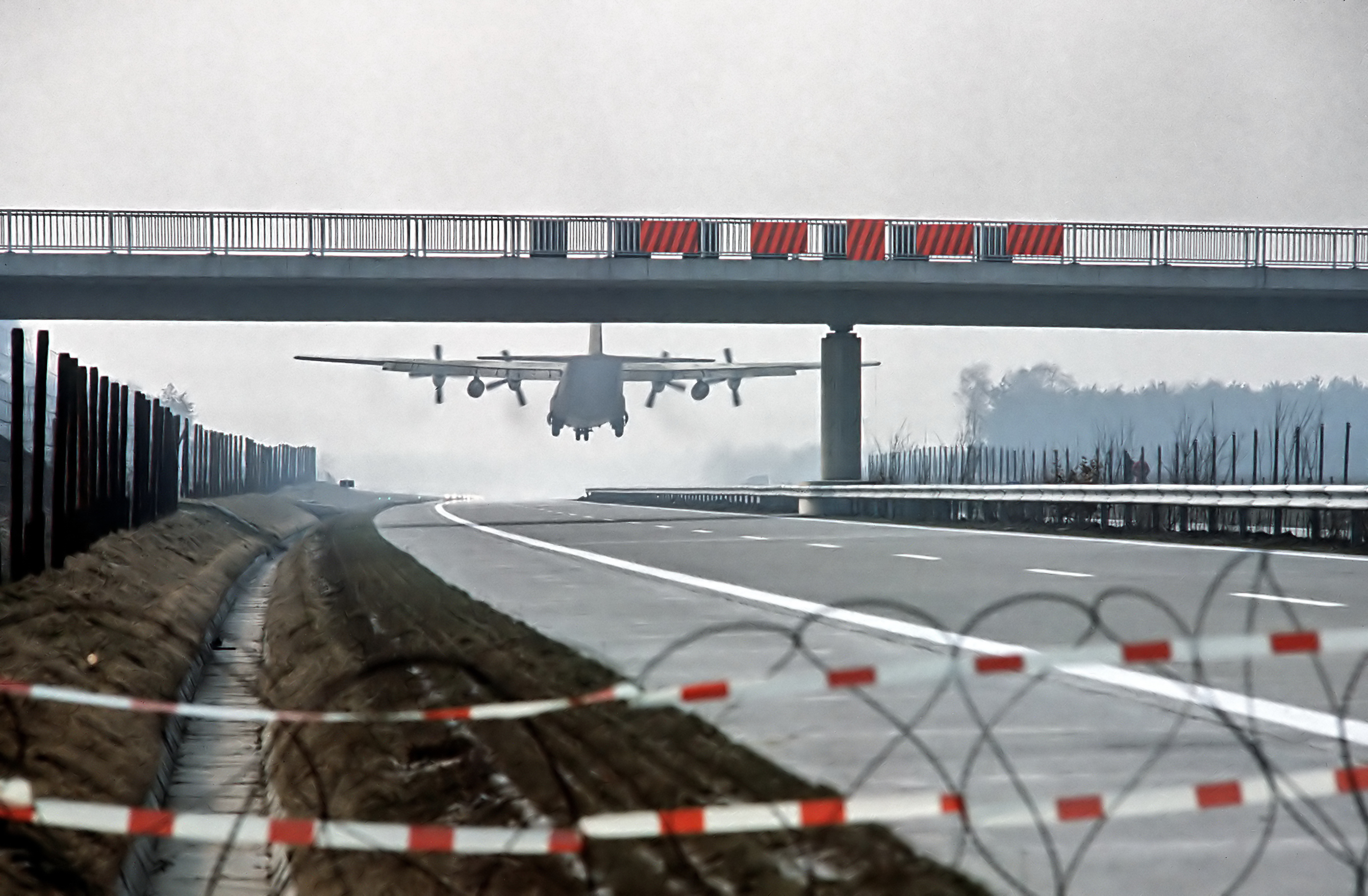
NATO演習「Highway '84」の時にアウトバーン 29に着陸するC-130輸送機

代替滑走路（だいたいかっそうろ）とは、戦争など緊急事態が発生し敵機の襲来などで軍の空港が破壊されて使えなくなったときに、高速道路等の道路、もしくは民間の滑走路を徴発するなどして軍用機が離着陸のために運用する、仮の滑走路である。臨時滑走路やハイウェイストリップとも呼ぶ。

## 概要
代替滑走路はかつての沖縄県下地島空港のような、普段は民間パイロットの練習用にしか使わない滑走路を軍が臨時徴用して使用するケースが一般的であるが、緊急時は高速道路などの滑走路としての利用価値のある構造物を滑走路として利用することがあり、あらかじめ臨時滑走路として指定しておき地上の構造物を簡単に移動できるものと、事態が起きてから滑走路として整備するものの2通りがある。前者のパターンとしては、韓国の水原市などで見られるように通常より幅が広く長い直線の道路を建設して緊急時の滑走路に転用できるようにするものもある。

## 各国の運用

### レバノン
レバノン内戦においては、同空軍のベイルート基地（ベイルート国際空港＝現：ラフィク・ハリリ国際空港内に併設）及びラヤク基地（ベッカー高原）が反政府勢力の包囲下にあったため、首都ベイルート郊外の都市・ジュニーエに基地機能を移転させ、空軍機を同市を縦貫する高速道路を改造した代替滑走路から発進させた。（ただし内戦中において、同空軍の活動は低調であった）
内戦終結によって空軍基地が正常化したため、この仮滑走路は廃止された。

### スウェーデン
スウェーデンでは代替滑走路をvägbasと呼んでいる。スウェーデンは冷戦期に中立政策を取っていたため、敵に先制攻撃を受けて基地の滑走路が破壊されても高速道路を滑走路として戦闘機を運用できるようになっていた。しかし冷戦の終結に加え、高速道路への離着陸対応が、運用するSAAB機の価格を押し上げる要因となってきたことから、2004年にこの運用方式を廃止している。

### ドイツ
冷戦時にNATOでは、アウトバーンにおける離着陸訓練を演習時に頻繁に行っていた。旧西ドイツの代替滑走路は緊急離着陸場（ドイツ語: Notlandeplatz、略称：NLP）を正式名称としている。緊急離着陸場の区間は、通常コンクリートで舗装され誘導路や駐機場を兼ねる部分も同様である。指定区間の最寄には移動式管制所や移動式レーダーなど必要な器材が保管され、冷戦時代は約24時間以内に稼働できるように準備されていた。また、付近の地形や構造物の高さなどに規制がかかり、周辺の電線路は地下に埋設され、多くの鉄塔は上空への注意喚起のため赤と白のペンキで塗装されている。
| 路線            | 区間                                                           | 位置                       | 滑走長 | 備考                                           |
| --------------- | -------------------------------------------------------------- | -------------------------- | ------ | ---------------------------------------------- |
| アウトバーン 1  | ラドベルゲンからレンゲリッヒの間                               | 北緯52度10分、東経7度46分  | 2,100m | 2006年10月に解体                               |
| アウトバーン 1  | フェヒタからディンクラーゲの間                                 | 北緯52度42分、東経8度22分  | 3,000m | 解体                                           |
| アウトバーン 1  | ディンクラーゲからホルドルフの間                               | 北緯52度37分、東経8度8分   | m      | 解体                                           |
| アウトバーン 1  | グレーフェンから北ミュンスターの間                             | 北緯52度3分、東経7度37分   | 2,100m |                                                |
| アウトバーン 1  | 南デルメンホルストから北ヴィルデスハウゼンの間                 |                            | m      | 解体                                           |
| アウトバーン 1  | ジッテンゼンからハイデナウの間                                 |                            | m      | 解体                                           |
| アウトバーン 4  | オッテンブルク＝オクリラからプルスニッツの間                   | 北緯49度13分、東経8度58分  | m      | 1990年に解体                                   |
| アウトバーン 6  | キルヒャルトからジンスハイム＝シュタインスフルトの間           | 北緯49度13分、東経8度58分  | m      |                                                |
| アウトバーン 6  | キルヒベルクからクライルスハイムの間                           | 北緯49度10分、東経9度58分  | 2,400m |                                                |
| アウトバーン 7  | タープからシュービーの間                                       | 北緯54度37分、東経9度26分  | 2,400m |                                                |
| アウトバーン 7  | ヤーグからオフシュラグの間                                     | 北緯54度26分、東経9度35分  | 2,000m |                                                |
| アウトバーン 9  | 南デッサウからツェルビッヒの間                                 |                            | 5,000m | 1950年にレース場として使用される               |
| アウトバーン 10 | ハーフェラントからファルケンゼーの間                           | 北緯52度40分、東経13度0分  | m      |                                                |
| アウトバーン 12 | シュトルコーからフリーダースドルフの間                         | 北緯52度18分、東経13度50分 | m      |                                                |
| アウトバーン 13 | ルーラントからオルトラントの間                                 | 北緯51度25分、東経13度49分 | m      | 2000年から2005年にかけて解体                   |
| アウトバーン 14 | デーベルンからグリンマの間                                     |                            | m      | 解体                                           |
| アウトバーン 15 | フォルストからバートミューゼルの間                             |                            | 2,300m |                                                |
| アウトバーン 19 | ケッシンからカヴェルシュトルフの間                             | 北緯54度2分、東経12度11分  | 3,200m | ロストック・ジャンクションが完成する2001年まで |
| アウトバーン 24 | ノイルピーンからヘルツシュプルングの間                         | 北緯53度0分、東経12度35分  | 3,000m | 2009年に解体                                   |
| アウトバーン 27 | ノルトホルツからノイエンヴァルデの間                           | 北緯53度43分、東経8度39分  | 2,500m |                                                |
| アウトバーン 27 | ウートレーデからハーゲンの間                                   | 北緯53度21分、東経8度35分  | m      | 2005年に解体                                   |
| アウトバーン 29 | グローセンクネテンからアールホルンの間                         | 北緯52度54分、東経8度9分   | 2,600m | 2006年10月から11月にかけて解体                 |
| アウトバーン 43 | ノットウルンから北デュルメンの間                               | 北緯51度52分、東経7度20分  | 2,500m | 解体                                           |
| アウトバーン 44 | ビューレンからケゼケの間                                       | 北緯51度35分、東経8度33分  | 3,200m |                                                |
| アウトバーン 57 | アルペンからゾンスベックの間                                   | 北緯51度34分、東経6度25分  | 3,500m |                                                |
| アウトバーン 61 | メッケンハイムからバート・ノイェンアール＝アールヴァイラーの間 | 北緯50度35分、東経7度3分   | 1,900m | 政府専用掩体壕の一部                           |
| アウトバーン 61 | バート・クロイツナッハからガウ＝ビッケルハイムの間             | 北緯49度52分、東経7度57分  | 1,800m |                                                |
| アウトバーン 81 | オスターブルケンからメックミュールの間                         | 北緯49度22分、東経9度26分  | 3,000m |                                                |
| アウトバーン 81 | オーベルンドルフ・アム・ネッカーからロットヴァイルの間         | 北緯48度15分、東経8度38分  | 3,000m |                                                |

### オーストリア
オーストリアでは、アルプス山脈地域にある高速道路を利用した固定翼機の離着陸訓練を1986年以降は実施していない。多数の簡易滑走区間が整備され、道路の線形は極端なくらいまっすぐに設計されており、複雑なアルプスの山岳地帯において上空からの認識を容易にしている。1999年の雪害では救助用ヘリコプターの離着陸に利用される。

### スイス
スイスでは多くの区間で約2kmの直線区間が設置され、またガードレールが鋼索で置き換えられるなど代替滑走路としての利用を想定して高速道路が建設された。1970年から1991年にかけては何年かに一度軍事演習が行われていたが、冷戦の終結とスイス軍の再編及び改革のため、1995年に代替滑走路としての利用構想は廃止され、それ以降演習は実施されていない。

### ポーランド
ポーランドでは滑走路に転用が可能な道路をDOL(Drogowy odcinek lotniskowy)と呼び、定期的に軍による演習が行われてきた。しかしポーランドのNATO加盟に伴い、運用は縮小傾向にある。
| 路線 | 区間             | 位置                       | 滑走長 | 備考 |
| ---- | ---------------- | -------------------------- | ------ | ---- |
|      | シュチェチン東部 | 北緯53度25分、東経14度48分 | m      |      |

### チェコ
| 路線     | 区間             | 位置                      | 滑走長   | 備考 |
| -------- | ---------------- | ------------------------- | -------- | ---- |
| E462号線 | ヴィシュコフ付近 | 北緯49度17分、東経17度1分 | 約3,000m |      |

### 北朝鮮
北朝鮮においては非常滑走路として利用される道路のほか、常設基地であっても滑走路が道路兼用で、格納庫を地下に設置、附属施設を民家に偽装するなどの手法により一般の道路に見せかけている場合があり、両者は区別しづらいものとなっている。

### 韓国
韓国において代替滑走路は非常滑走路（韓国語: 비상활주로）と呼ばれ、高速道路や国道に幅40m、長さ2km程度の直線区間と、これに連結する駐機場を設けたものである。主に1970年代、朴正煕政権期に整備され、米韓合同演習などの際に道路の前後区間を封鎖して空軍機の接近訓練や再発進訓練が実施されていたが、1990年代後半以降は訓練頻度が減少している。2005年には高速道路上に設定されていた非常滑走路5箇所の非常滑走路指定が解除されたほか、所属する航空基地の滑走路増設によって非常滑走路指定が解除された事例もある。このように非常滑走路の役割が低下する一方で、高度制限により周辺の開発が制約されることから、存置されている非常滑走路についても指定解除を求める動きが高まっていた。しかし2010年、韓国空軍は今後も非常滑走路訓練を定期的に実施すると発表した。
| 路線           | 区間                 | 位置                        | 方向  | 滑走長   | 備考 |
| -------------- | -------------------- | --------------------------- | ----- | -------- | ---- |
| 水原非常滑走路 | 京畿道水原市勧善区   |                             | 16/34 |          |      |
| 羅州非常滑走路 | 全羅南道羅州市山浦面 | 北緯35度02分、東経126度48分 | 09/27 |          |      |
| 栄州非常滑走路 | 慶尚北道栄州市安定面 | 北緯36度50分、東経128度48分 | 12/30 | 2,578m   |      |
| 竹辺非常滑走路 | 慶尚北道蔚珍郡竹辺面 | 北緯37度03分、東経129度24分 | 17/35 | 約2,700m |      |
| 南旨非常滑走路 | 慶尚南道昌寧郡南旨邑 |                             | 01/19 |          |      |

### 中国
中国における代替滑走路は、瀋大高速道路に設定されたものが最初とされる。1997年の『解放軍報』には、以後の高速道路整備においては軍用機の離着陸を考慮した計画とし、道路網の発達とともに軍の行動範囲の拡大を図る方針が示されている。

### 台湾
台湾では中国の先制攻撃により飛行場が破壊されたことを想定し、高速道路1号など5カ所の道路の直線区間が「戰備跑道」と呼ばれる代替滑走路に指定されている。台湾空軍は1978年、高速道路1号の供用開始前の区間を使用して離着陸訓練を行った後、しばらく高速道路を使った訓練を行っていなかった。しかし、その後に導入された機種の高速道路における運用可否を試すため、2004年7月に仁徳戦備跑道でミラージュ2000による離着陸訓練を実施した。2004年以降は，2004年7月(仁徳)、2007年5月（彰化）、2011年4月（麻豆）、2011年11月(佳冬)、2014年9月(民雄)、2019年5月（彰化）、2021年9月(佳冬)と定期的に高速道路を利用した訓練を実施している。2011年11月には屏東県の一般道での訓練も実施、この年は2回の訓練が実施される異例の事態となった。
| 名称         | 路線        | 区間   |
| ------------ | ----------- | ------ |
| 彰化戰備跑道 | 高速道路1号 | 彰化県 |
| 民雄戦備跑道 | 高速道路1号 | 嘉義県 |
| 麻豆戦備跑道 | 高速道路1号 | 台南市 |
| 仁徳戦備跑道 | 高速道路1号 | 台南市 |
| 佳冬戦備跑道 | 台1線       | 屏東県 |

### 日本
日本では、航空自衛隊が北海道の計根別飛行場と八雲飛行場を代替飛行場として運用している。このほか、静浜飛行場がかつて、代替飛行場として運用されていた時期がある。

## ギャラリー

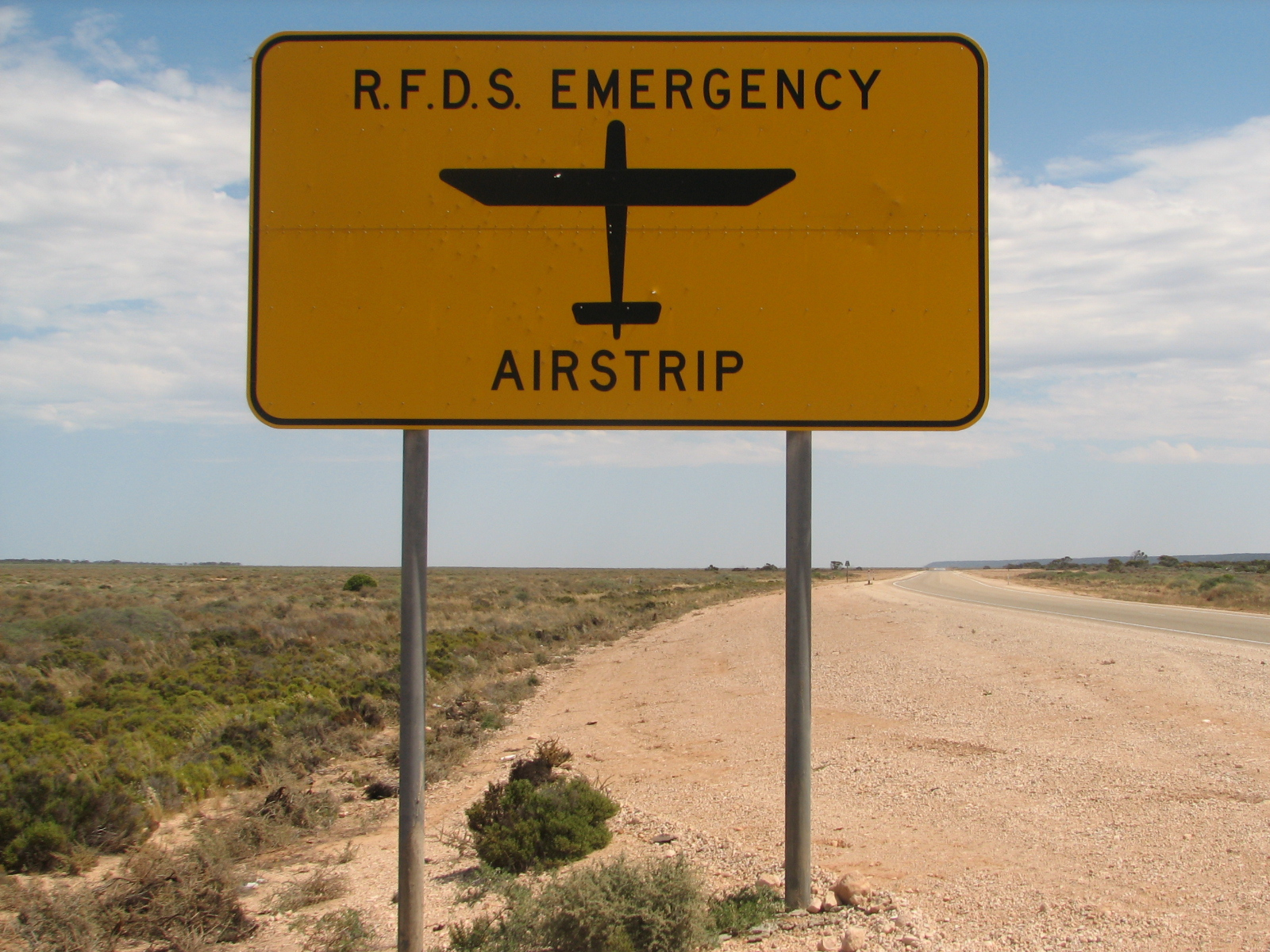
代替滑走路であることを示す標識
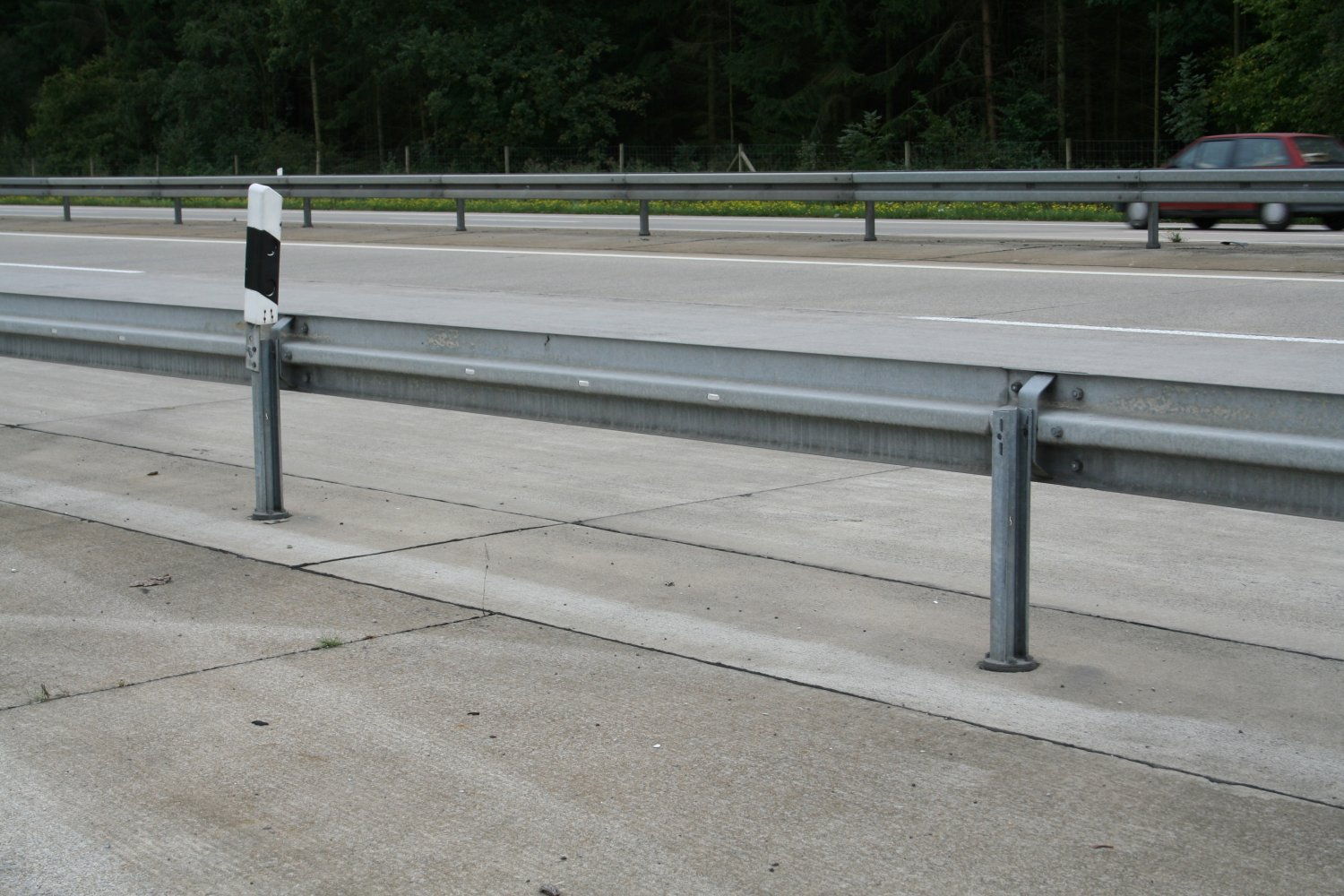
脱着可能なガードレール
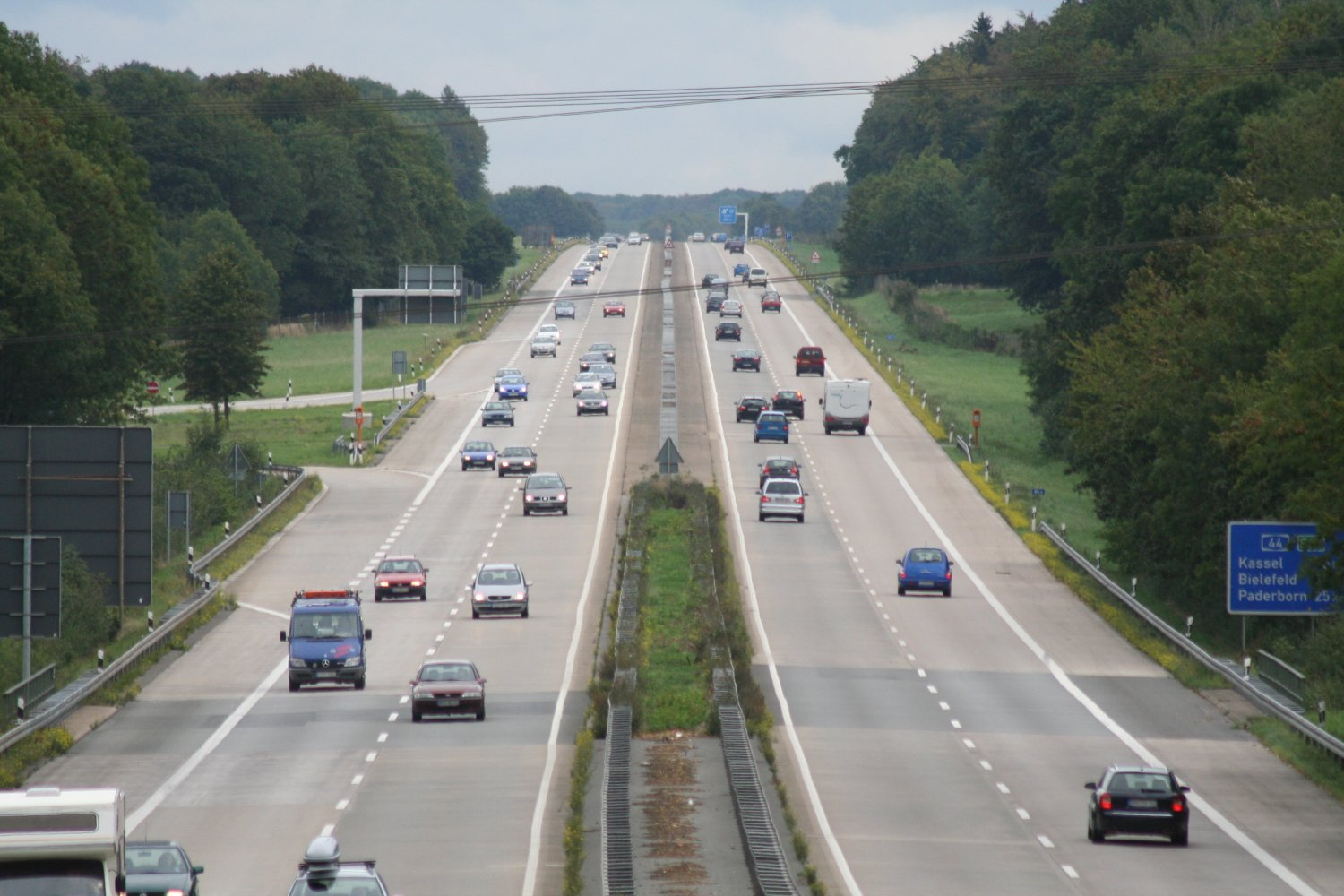
緊急離着陸場の境目、中央分離帯は固定部と可動部にわかれている
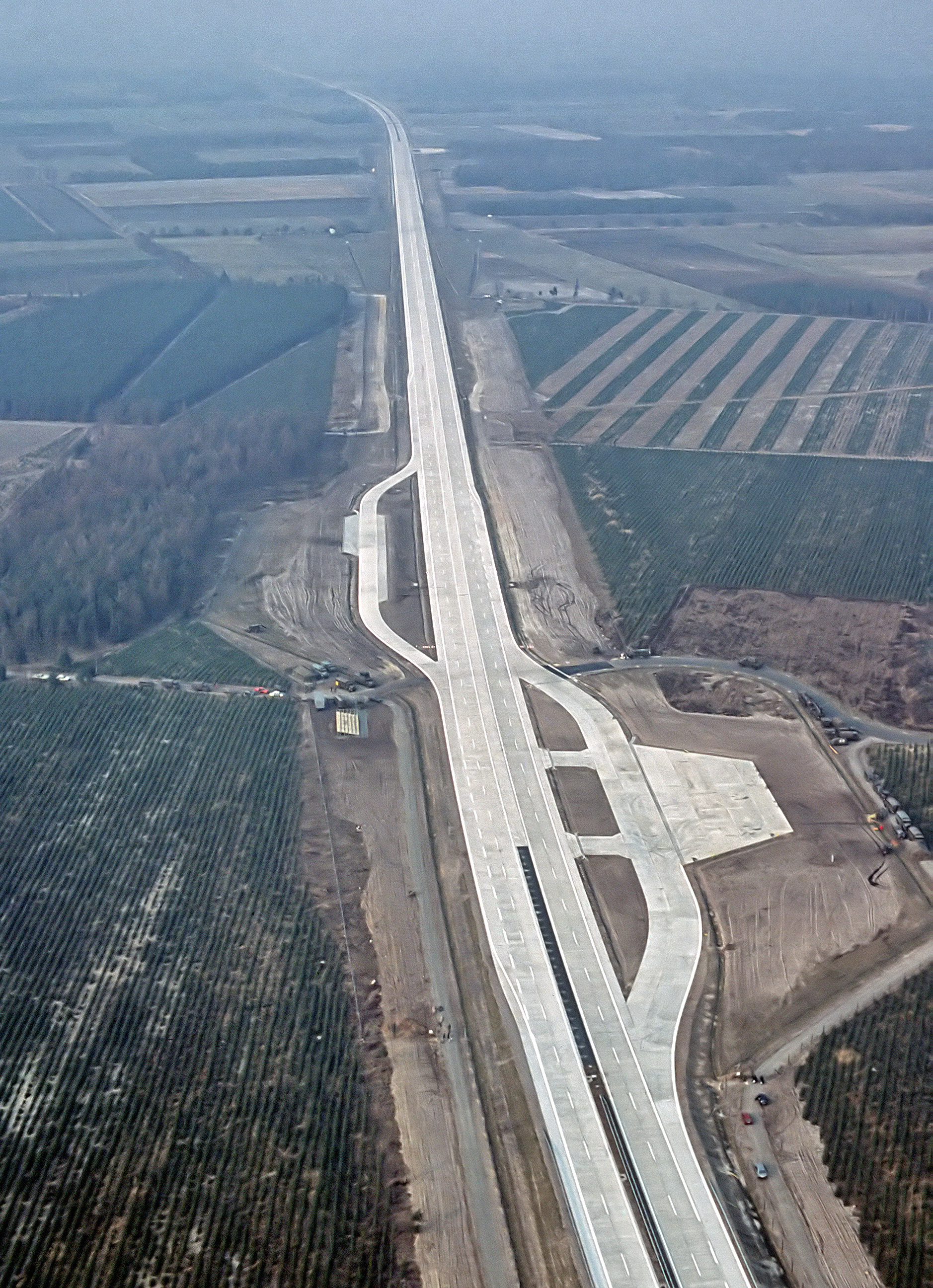
上空から見たエプロン地区
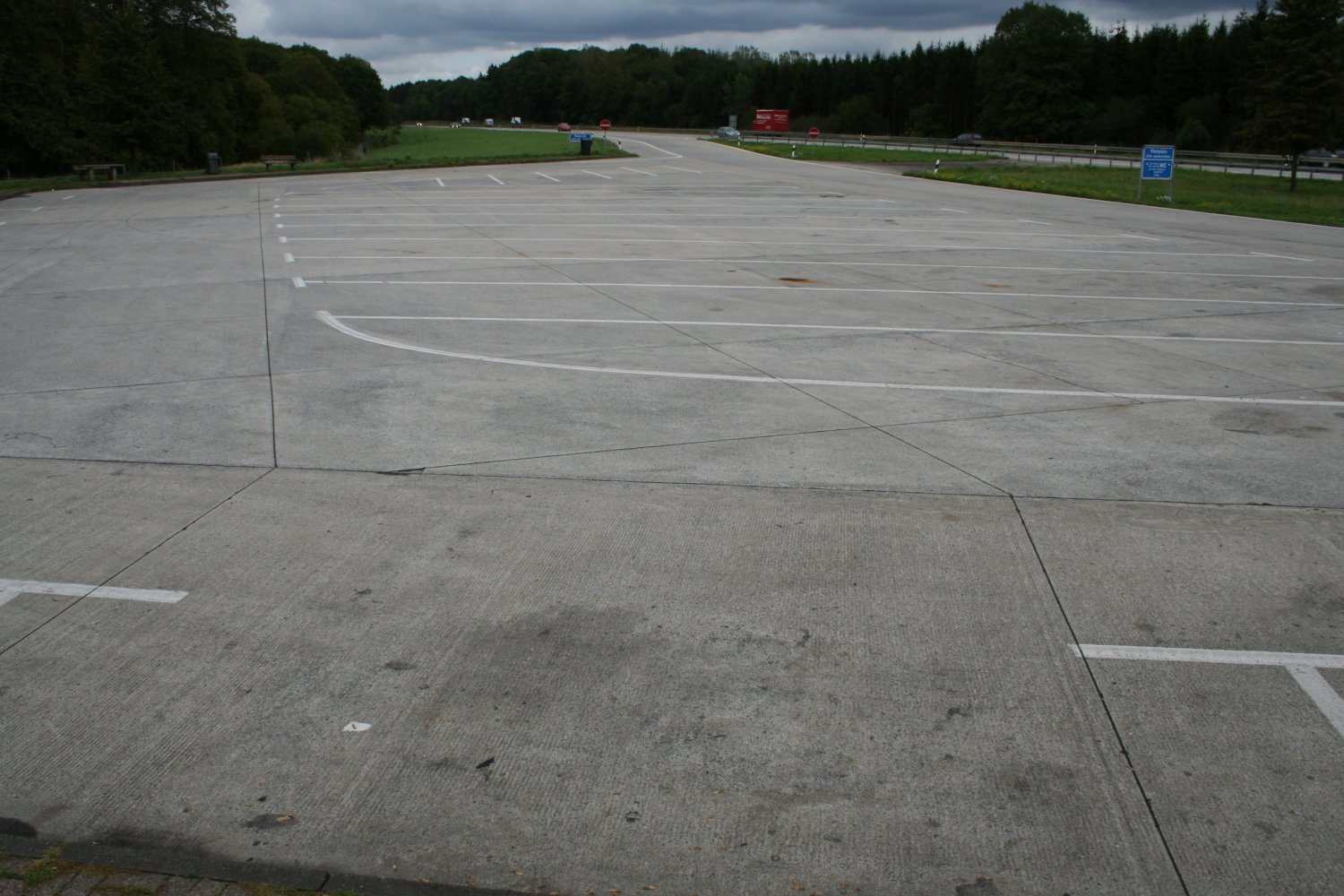
普段は自動車用パーキングエリアとして利用されるが、有事の際には航空機の駐機場となる
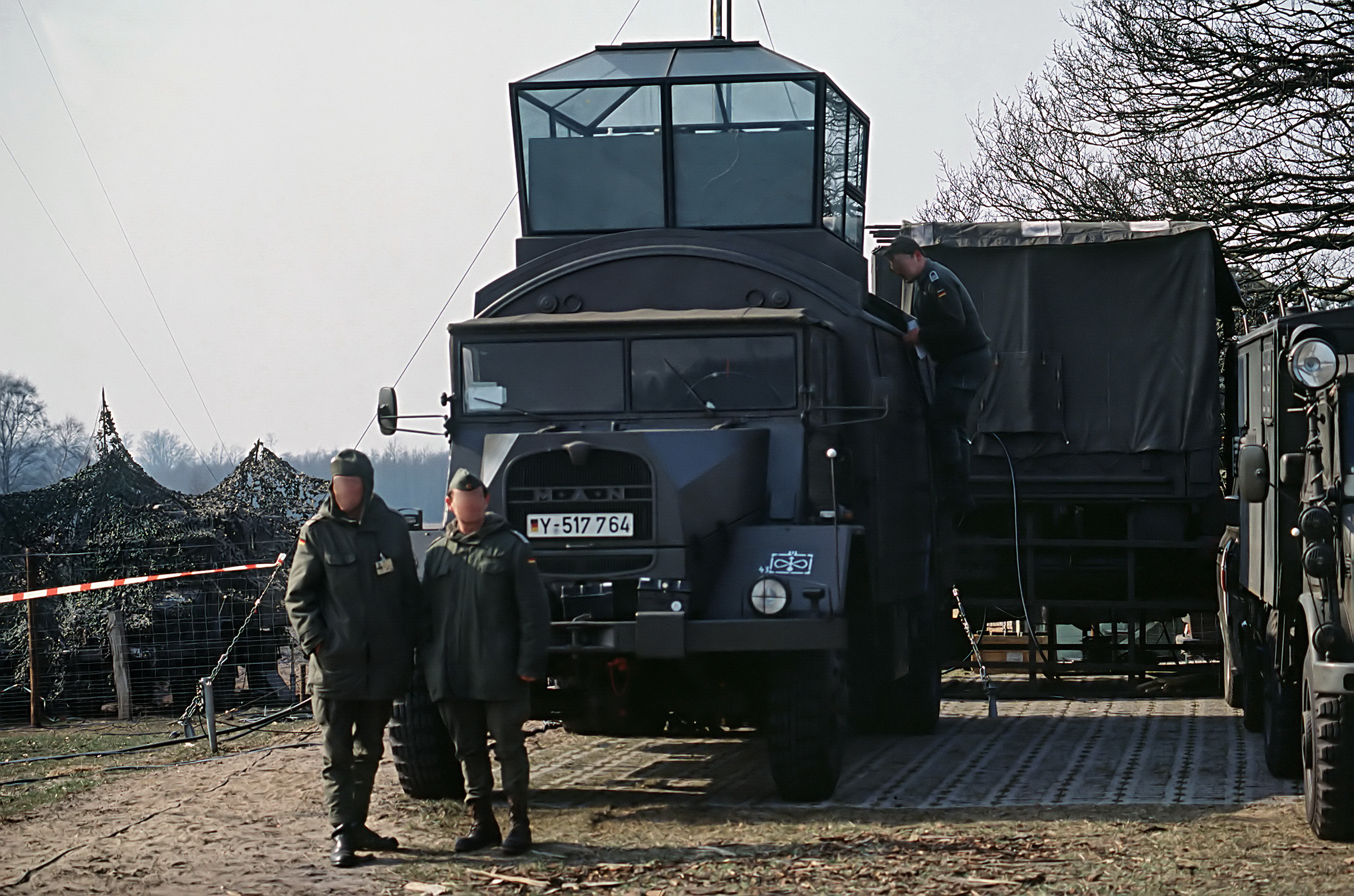
マン 630トラックに搭載された移動式管制所
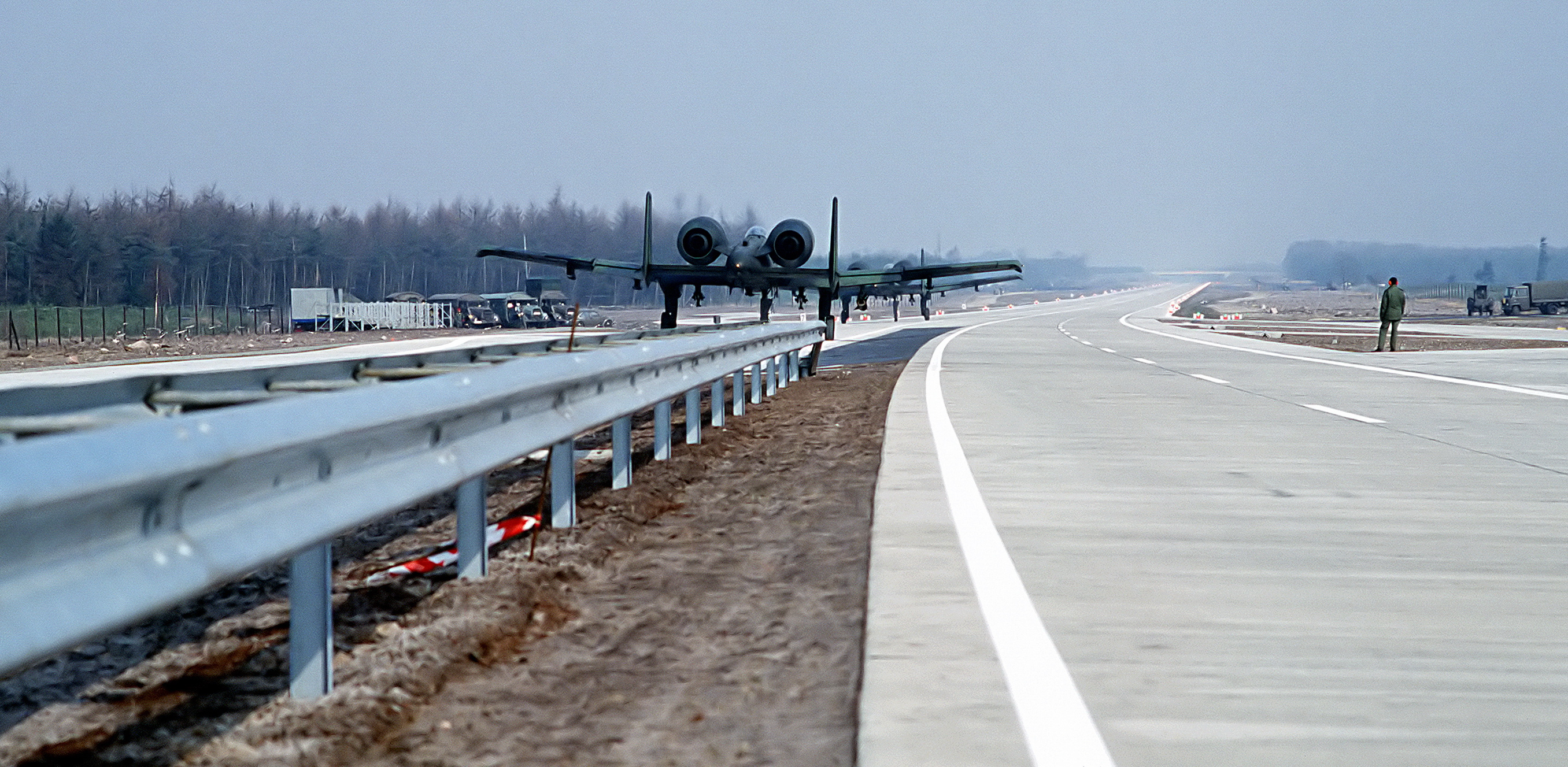
道路上にて離陸態勢をとるA-10攻撃機
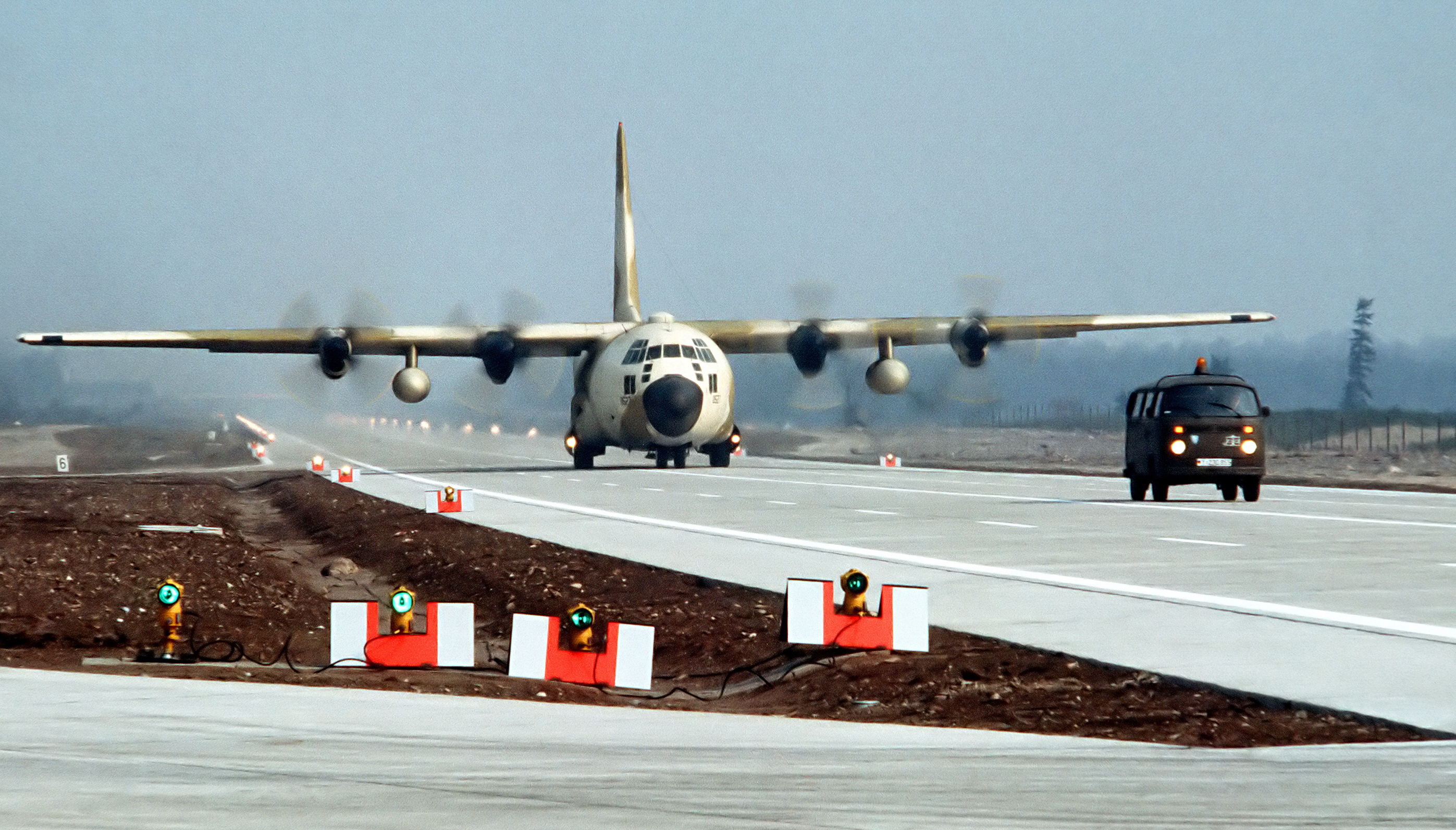
着陸後、誘導車両に追及するC-130輸送機
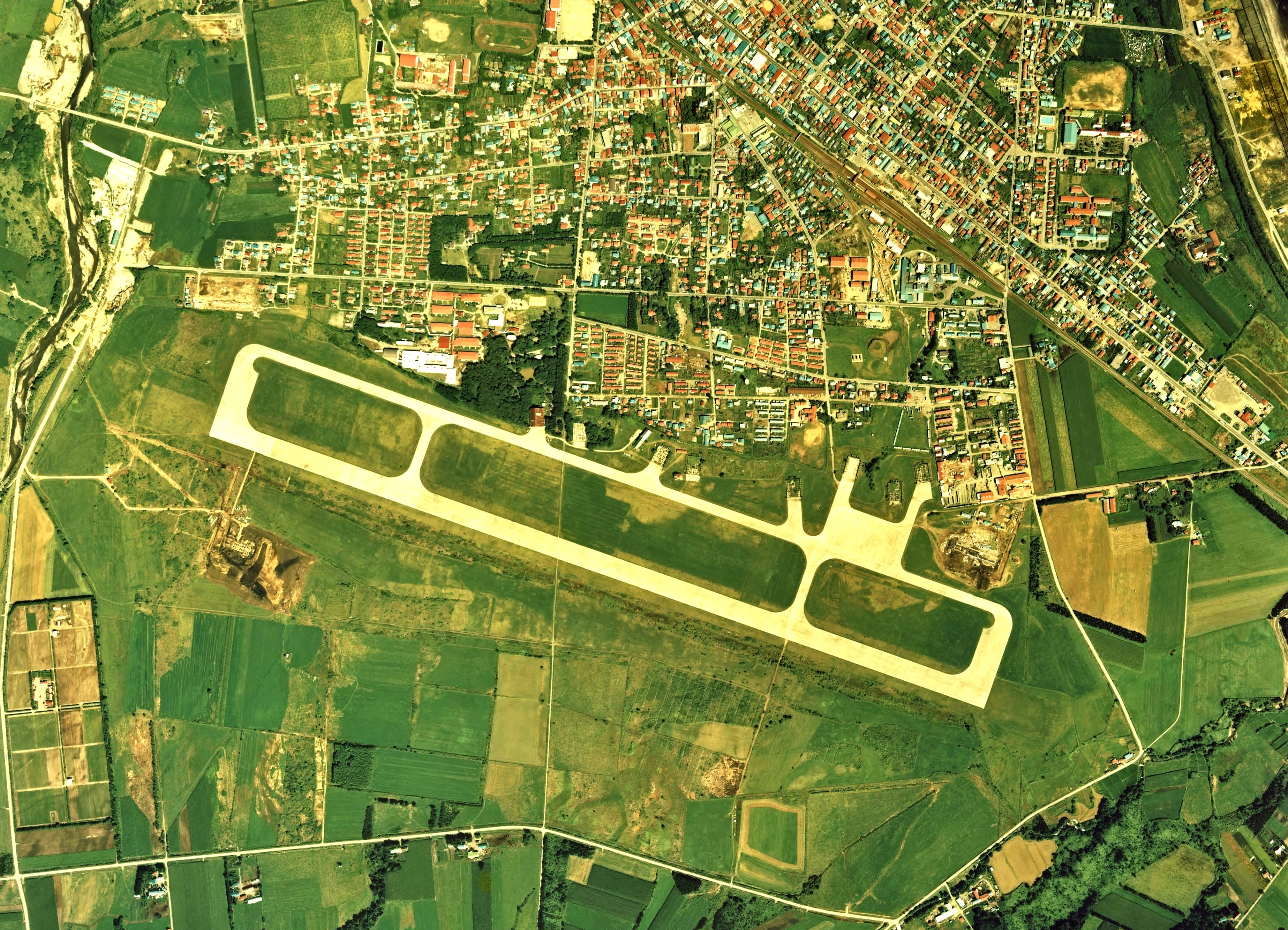
日本の代替飛行場の一つ、八雲飛行場(八雲分屯基地)
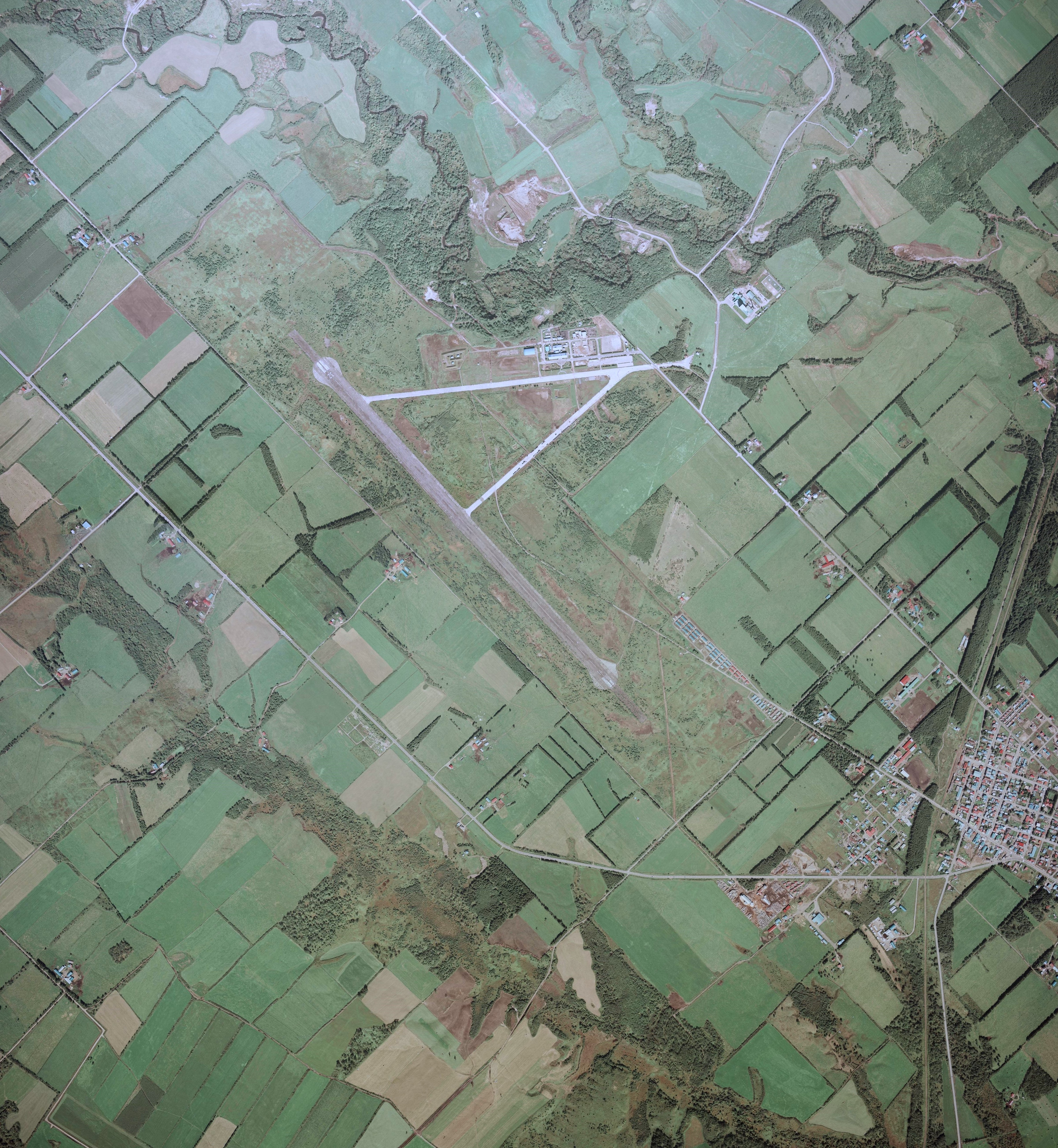
日本の代替飛行場の一つ、計根別飛行場（旧計根別飛行場第4飛行場→旧西春別空港→別海駐屯地）